# 浅野長祚

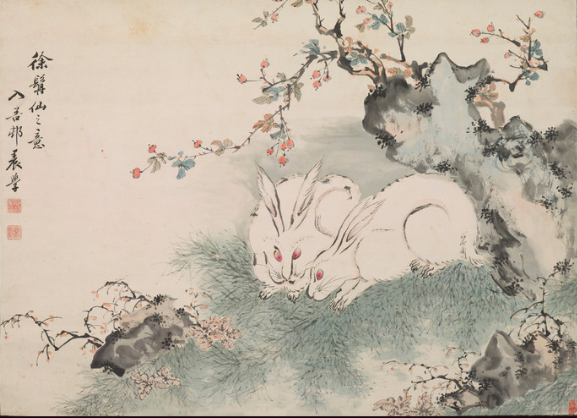
浅野梅堂『白兎図』

浅野 長祚（あさの ながよし、文化13年6月9日（1816年7月3日） - 明治13年（1880年）2月17日）は、江戸時代末期（幕末）、明治時代の幕臣（旗本）、蔵書家、書画家、芸術鑑定家。字は胤卿、通称は金之丞、号の梅堂で知られる。官途は中務少輔、和泉守、備前守など。他に池香、蔣潭、蝦侶斎漱芳閣、楽是幽居、柏洪楼とも名乗った。

## 略歴
文化13年（1816年）、江戸飯田町（現・千代田区）で旗本浅野長泰（号は金谷）の子として生まれる。家系は播磨赤穂藩浅野家の支族（家原浅野家）で、家禄3500石の上級旗本であった。幼少より父から漢詩・和歌・俳句等を学び、書画をよくした。出羽亀田藩主岩城隆喜の3女直子と結婚。天保10年（1839年）に使番、同12年（1841年）に7月目付に就任。翌年10月には甲府勤番支配。甲府に設置された幕府の学問所徽典館の初代学頭に、昌平坂学問所から恩師の友野霞舟と乙骨耐軒を招いた。
病のため江戸に戻って致仕を願うに至ったが、時の執政・阿部正弘が才を惜しみ、弘化2年（1845年）3月には先手鉄砲頭、同4年（1847年）5月に浦賀奉行に転じ、以後5年間在職する。浦賀時代に建白して、任が重くなったにも関わらず遠国奉行の末席だった浦賀奉行の席次を、長崎奉行の次席とするに至った。
この間、嘉永2年（1849年）に相模湾にイギリス船マリナー号が停泊する事件が発生。奉行として処理に当たるが、浦賀を初めとする江戸近海の防備状況の貧弱さを痛感し、江戸にたびたび防備の強化を上申した。大砲の弾薬、兵糧ともに在庫がほとんど無く、外国艦接近のたびに近隣の商人から借財して軍備を整えるという惨状に業を煮やし、辞表を提出した。
嘉永5年（1852年）閏2月10日、京都西町奉行に転任となった。京都在任中は町奉行所与力平塚瓢斎の助力も得て洛中洛外の山陵調査にあたり、「歴代廟陵考補遺」を著す。安政元年（1854年）4月に皇居炎上後は川路聖謨らと共に禁裏造営掛となり、作事奉行を兼務して現在の京都御所の再建に尽力、『安政御造営誌』をまとめた。
同5年（1858年）の日米修好通商条約締結に際し、老中堀田正睦（下総佐倉藩主）が上京して条約勅許を得るための交渉を行った際には、同行した川路や岩瀬忠震と共に対公家工作を行った。しかし条約勅許は得られず、かえって将軍継嗣問題で一橋派と目されたため、失脚した堀田に代わって政権についた大老井伊直弼（近江彦根藩主）に疎まれ、同年6月小普請奉行に左遷される。翌年8月には免職となった。
桜田門外の変で井伊が暗殺された後、文久2年（1862年）7月に寄合から寄合肝煎に挙げられ、同10月に江戸北町奉行に任ぜられた。しかし翌年4月には作事奉行、同年末には西丸留守居に転じて第一線から退き、慶応3年（1867年）に致仕。向島に隠居し、後に入谷に転じ、詩文・書画に没頭した。
明治13年（1880年）に没。享年65。墓所は台東区谷中の安立院。法号は文荘院殿梅堂帰夢軒居士。墓碑は娘・花子の夫である川路寛堂が書いている。
大正4年（1915年）、正五位を追贈された。

## 芸術家として

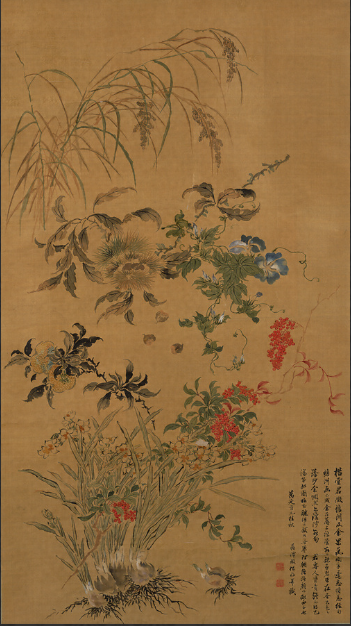
『雑花果蓏図』(1860年)

書は杉浦西涯に学び、画は栗本翠庵・椿椿山に師事し、万延元年（1860年）に木村芥舟の依頼で描かれた『雑花果蓏図』など多くの作品を残す。書画鑑定家としても名高く、中国書画の研究では当時第一人者と称された。また蔵書家でもあり、所有書籍は5万巻に及んだといい、蔵書印に「浅野源氏五万巻図書之記」「漱芳閣」などを使用した。

## 著書・編著
- 『寒檠璅綴』
- 『済士美譚』
- 『大和国帝陵絵図』
- 『漱芳閣書画銘心録甲篇』,1856年
- 『寒檠綴』
- 『椿山縮図』
- 『漱芳閣縮臨本』
- 『漱芳閣輯印識』
- 『安政御造営誌』

ほか「歴代廟陵考補遺」「漱芳閣書画記」「朝野纂聞」「浅野梅堂雑記」など。